# Те-арава
Те Арава — конфедерация иви и хапу (племен и родов) маори Новой Зеландии, которые прослеживают свою родословную от каноэ Арава . Племена базируются в Роторуа и Бей-оф-Пленти и имеют население около 40 000 человек.

## История
История народа Те Арава неразрывно связана с каноэ Арава.
Племена Те Арава имеют близкий исторический интерес к озерам вокруг Роторуа.
Многие мужчины Те Арава сражались за английское колониальное правительство в Новозеландских войнах, которые произошли в середине XIX века на Северном острове Новой Зеландии. Возможно, отчасти по этой причине племя предпочло вести прямые переговоры с правительством Новой Зеландии по поводу своих исторических претензий, минуя трибунал Вайтанги. Серия переговоров привела к нескольким урегулированиям их различных претензий, крупнейшая из которых связана с урегулированием, касающимся 14 озер, подписанным в декабре 2004 года, и соглашение по всем историческим претензиям иви и хапу Те Арава, подписанное 30 сентября 2006 года. Правительство принесло извинения Те Араве за нарушение Договора и выплатило компенсацию в размере 36 миллионов долларов, включая до 500 км2 земель Коронного леса, а также 19 районов особого значения, включая заповедник термальных источников Вакареварева.
18 декабря 2015 года конфедерация Те Арава получило право голоса на заседаниях комитета Совета озер Роторуа через партнерский совет iwi Te Tatau o Te Arawa.
Te Arawa FM — радиостанция племен Те Арава, в том числе Ngāti Pikiao, Tūhourangi и Ngāti Whakaue. Она была основана в начале 1980-х годов и стала благотворительной организацией в ноябре 1990 года. Станция претерпела серьезные преобразования в 1993 году, став Whanau FM. Одна из частот станции 99.1 была передана Mai FM в 1998 году; другая стала Pumanawa 89FM, а затем вернулась в Te Arawa FM. Она доступна на 88,7 FM в Роторуа, а частота 99,1 сейчас транслирует коммерческую станцию The Heat 991 FM, которая начала вещание 15 апреля 2015 года.